# 王𢀿
王𢀿〔上丞下巴，卺異體字〕（1447年—1510年），字汝器，陝西西安府同州朝邑縣人，軍籍，明朝政治人物。

## 生平
成化七年（1471年）陝西鄉試第二十一名舉人。弘治三年（1490年）中式庚戌科三甲第一百五十一名進士。授户部主事，清理京卫牧马草塲畜牧事宜。升员外郎，当时下诏求直言，王卺疏列五十馀事。官至户部郎中，督饷辽东，条奏边储战阵方畧。巡历诸仓，敷陈便宜七事。后得罪兵部尚书，谪阿迷州同知，擢守和州，辨寃抑，导水利。后为苏州府同知，以直道忤时，遂免官归。

## 著作
著有《兵法纲目》一巻、《养浩论》一巻。

## 家族
曾祖王佐；祖父王聚，稅課局大使；父王斌，典史。母孔氏。兄節、原。子王朝㻾（1480-1537年），字德卿，正德二年丁卯科舉人，十五年选授嚴州府推官，署篆淳安，嘉靖五年（1526年）升澤州知州，九年晋怀庆府同知，升南京户部员外郎，十四年升郎中，次年秋病風，其冬晋升山西按察司佥事，十六年七月三日卒，年五十八。孫王三省，嘉靖二年进士，官潞安知府。